# Alfred Léon Le Poittevin
Ne doit pas être confondu avec Alfred Le Poittevin.
Alfred Léon Le Poittevin, né le 17 septembre 1854 à Valognes (Manche) et mort le 23 décembre 1923 à Paris, est un professeur de droit français. 

## Biographie
Alfred Léon Le Poittevin est issu d’un milieu social modeste : son père, Joseph Le Poittevin, était cultivateur ; sa mère, Joséphine Lévéel, était couturière. Il naît hors mariage et est légitimé quelques années plus tard lors du mariage de ses parents, célébré le 22 septembre 1857. 
Contrairement à ce qui est fréquemment avancé, Alfred Léon Le Poittevin n’est pas le frère du célèbre magistrat Gustave Le Poittevin. Ce dernier est en effet le fils de Théophile Hippolyte Le Poittevin et d’Azélie Joséphine Robert. 
Alfred Léon Le Poittevin obtient son baccalauréat en 1873 et en 1876 sa licence en droit ; trois ans plus tard, il devient docteur dans cette discipline. Il est agrégé des Facultés de droit (sans mention de spécialité) en 1880. 
Il est tout d’abord chargé de cours à la Faculté de droit de Lille entre 1879 et 1885, puis il enseigne à la Faculté de droit de Paris, de 1885 à 1923. En 1922, il devient professeur titulaire d’une chaire d’État en remplacement d’Émile Garçon, parti à la retraite. Tout au long de ses années d’enseignement, Alfred Léon Le Poittevin dispense des cours dans diverses branches du droit, telles que la procédure civile, le droit des gens, la législation et les procédures criminelles ou encore le droit civil. Parti en congé à la fin de l’année 1922, Alfred Léon Le Poittevin se retire progressivement de sa carrière universitaire pour raisons de santé. Il meurt l’année suivante, toujours en fonction. 
Alfred Léon Le Poittevin épouse Marie Labbé, dont le père est lui aussi professeur de droit. Alfred et Marie ont trois enfants : Joseph, Marguerite et Marcelle.

## Œuvres et publications
- Les Responsabilités atténuées en matière pénale : Thèse / A. Le Poittevin, Paris : [s.n.], [s.d.]
- De la remissio pignoris (Dr. rom.) ; De la nature et des effets de la subrogation à l'hypothèque légale de la femme mariée (Dr. fr.), Cherbourg : l'auteur, 1879
- Des Droits de la fille, ou du Mariage avenant dans la coutume de Normandie, Paris : L. Larose et Forcel, 1889
- Le Projet de réforme du Code pénal (Partie générale), Melun : [s.n.], 1893
- Des Crimes ou délit commis pour des Français à l’Etranger, Paris : [s.n.], 1894
- Procédure pénale, Melun : [s.n.], 1895
- Rapport sur les indemnités en cas d'erreurs juridiciaires, Melun : [s.n.], 1895
- Rapport sur l'organisation de la défense dans l'Instruction préparatoire, Paris : [s.n.], 1898
- L'Instruction contradictoire, [S.l : s.n, [1899]
- De L'extradition des nationaux, Paris : [s.n.], 1903
- Quelques questions de droit soulevées par la loi sur les tribunaux pour enfants, Paris : [s.n.], 1903
- L’expulsion des étrangers. Étude de droit comparé, Paris : L. Larose & L. Tenin , 1909
- L'individualisation de la peine, Paris : [s.n.], 1914
- Fonction du droit comparé par rapport à la criminologie, [S.l. : s.n., s.d.]
- Le Recel doit-il être considéré comme un délit spécial ou comme un acte de complicité, S.l. : [s.n.], [s.d.]
- Peut-on, et de quelle manière, donner effet aux sentences pénales prononcées par les tribunaux étrangers, notamment en ce qui concerne la récidive, les incapacités résultant d'une condamnation pénale, etc : Rapport, S.l. : [s.n.], s.d.